# Герасимович (лунный кратер)
Кратер Герасимович (лат. Gerasimovich) — древний большой ударный кратер в южном полушарии обратной стороны Луны. Название присвоено в честь советского астронома Бориса Петровича Герасимовича (1889—1937) и утверждено Международным астрономическим союзом в 1970 г. Образование кратера относится к нектарскому периоду.

## Описание кратера
Ближайшими соседями кратера являются кратеры Стрёмгрен и Пален на западе; кратер Белопольский на северо-западе; кратер Узо на севере; кратер Шалонж на востоке-северо-востоке; кратер Эллерман на юго-востоке, а также кратер Коноплёв на юге. На востоке от кратера располагается Море Восточное. Селенографические координаты центра кратера 22°57′ ю. ш. 123°25′ з. д. / 22,95° ю. ш. 123,42° з. д., диаметр 90,2 км, глубина 2,8 км.
Кратер значительно разрушен за время своего существования, вал перекрыт многими кратерами различного размера, северо-восточная часть вала перекрыта сателлитным кратером Герасимович D (см. ниже), южную часть вала пересекает извилистая долина. Средняя высота вала кратера над окружающей местностью 1400 м, объем кратера составляет приблизительно 7000 км³. Дно чаши кратера пересеченное, без приметных структур.
С кратером Герасимович ассоциируется вихреподобная структура площадью около 10.000 кв.км

## Сателлитные кратеры
| Герасимович | Координаты                                              | Диаметр, км |
| ----------- | ------------------------------------------------------- | ----------- |
| D           | 22°25′ ю. ш. 122°02′ з. д. / 22,42° ю. ш. 122,03° з. д. | 25,6        |
| R           | 24°14′ ю. ш. 126°22′ з. д. / 24,23° ю. ш. 126,37° з. д. | 52,1        |

- Образование сателлитного кратера Герасимович R относится к позднеимбрийскому периоду[1].